# Fédération pour une gauche alternative
La Fédération pour une gauche alternative (FGA) est un rassemblement créé en mars 1984, sous le gouvernement Mauroy (PS), par des collectifs de sensibilités diverses : autogestionnaire, libertaire, trotskiste, communiste critique.

## Composition
Dans la Fédération pour une gauche alternative se rassemblent des militants du Parti socialiste unifié (PSU), comme Jean-Pierre Lemaire, opposés à la participation au gouvernement et rassemblés autour de la tendance Gauche autogestionnaire, ainsi que quelques observateurs de la tendance 3 de la Ligue communiste révolutionnaire (LCR). Quelques pablistes (Maurice Najman, Gilbert Marquis, Michel Fiant) et d'autres militants d'extrême gauche (Jacques Archimbaud, ancien membre du Parti communiste révolutionnaire (marxiste-léniniste) (PCR), et Patrick Petitjean, ancien membre de l'Organisation communiste des travailleurs (OCT)) font aussi partie du rassemblement, ainsi que quelques membres du Parti communiste français (dont le sociologue Philippe Zarifian).

## Rencontres des pratiques alternatives
La FGA va travailler avec les militants des Verts, parti constitué la même année, et ainsi participer, malgré sa faible importance numérique, à la recomposition de la gauche à la suite du « tournant de la rigueur » initié en 1983. La FGA sera ainsi active lors des « rencontres des pratiques Alternatives » en 1985. Des groupes des Comités communistes pour l'autogestion (CCA) vont pratiquement se dissoudre dans la FGA (le groupe de Nantes en 1984, celui de Lyon l'année suivante).

## Tournant de 1986
Après les législatives de mars 1986, remportées par la droite (première cohabitation avec Chirac), certains militants de la T3 de la LCR rejoignent la FGA (Frédéric Brun en 1986, Patrick Franjou en 1987). À l'inverse, un groupe du PSU (la Gauche autogestionnaire) investi dans la FGA, autour de René Schulbaum et Jean Fortchantre, s'éloigne de celle-ci, pour se rapprocher de positions d'ultragauche, participant finalement au groupe « A contre-courant » d'Alain Bihr. 
C'est également en 1986 que les pablistes des CCA et de l'AMR cessent leur publication pour éditer une revue des FGA, les Nouvelles pratiques pour une gauche alternative; les CCA se dissolvent en 1987.
En 1987, la FGA participe à l'appel pour l'Arc-en-Ciel lancé avec les Verts. Mais opposés à la candidature d'Antoine Waechter (Verts), qui se présente sur un programme « ni droite, ni gauche », lors de la présidentielle de 1988, la plupart des membres de la FGA soutiennent alors celle du candidat communiste dissident, Pierre Juquin, proche du groupe des « rénovateurs communistes », qui est appuyé par le PSU et la LCR.

## Nouvelle Gauche
Après novembre 1988, la FGA participe à la fondation de la Nouvelle gauche pour le socialisme, l'écologie et l'autogestion avec les comités Juquin qui ne sont pas retournés dans leur orbite respective (une partie des militants de la LCR, dont Sylvia Zappi, aujourd'hui journaliste au Monde, participe à ce nouveau mouvement). Aux européennes de 1989, la Nouvelle Gauche soutient les listes des Verts, sans y être présente. À partir de ce moment, une partie importante des militants rejoint progressivement les Verts (Frédéric Brun dès 1989, Pierre Juquin beaucoup plus tard). Ceux qui s'y refusent créent l'Alternative rouge et verte (AREV), à la direction de laquelle on retrouve Gilbert Marquis, Patrick Le Tréhondat ou Danielle Riva.